# 夕木えつこ
夕木 えつこ（ゆうき えつこ、1986年3月31日 - ）は、宮城県出身の元グラビアアイドル。

## 出演

### テレビ
- 日テレブランド「Zip Zap」　スチール

### 雑誌
- たっちmyheart（彩文館出版）
- SweetAngel・SweetDevil（イーネットフロンティア）
- クラリオン（webアイドル月間チャンピオン）
- ギャルマガ（日本文芸社）
- 週刊実話表紙（日本ジャーナル出版）
- フラッシュEX（光文社）
- BOMB（学研）
- Bejean（英知出版）

## リリース作品

### DVD
- First Mission（2004年5月21日、エッジ）
- ココニ夏アリ（2003年12月19日）・・・共演：細田あかり、白石まどか
- Sweet Angel（2004年5月20日、イーネットフロンティア）
- 私の週末かいませんか?（2006年1月25日）
- Deep Angel（2007年6月20日、クレイヴ）

### 写真集
- たっちmy heart（2003年10月、彩文館出版、撮影：加納典譲）ISBN 978-4775600252

### その他
- 制服コレクション（2003年、集英社）